# مارتن فالزر
مارتن فالزر (بالألمانية: Martin Walser). هو كاتب ألماني. ولد عام 1927 في فولفسبورغ. حصل فالزر عام 1946 على شهادة إتمام المرحلة الثانوية. ثم انقطع عن دراسته بسبب الحرب ووقع في الأسر. وفي ريغنسبورغ وتوبينجن درس حتى عام 1951 الأدب والتاريخ والفلسفة وحصل على شهاد الدكتوراة عن كافكا. وفي الفترة من 1949 حتى 1957 عمل في إذاعة جنوب ألمانيا وسافر إلى العديد من البلدان الأوروبية. وفالزر عضو في نادي القلم في ألمانيا الاتحادية، وفي العديد من الجمعيات الفنية الأخرى. وفي عام 1955 حصل على الجائزة التي تمنحها جماعة 47، وحصل على العديد من الجوائز الأخرى.

## أعماله
- طائر فوق البيت وقصص أخرى (1955) «Ein Flugzeug über dem Haus und andere Geschichten».
- نصف الوقت «Halbzeit» (رواية 1960).
- وحيد القرن «Das Einhorn» (رواية 1966).
- مذبحة الغرفة (1969) «Die Zimmerschlacht».
- السقوط «Der Sturz» (رواية 1973).
- كيف وعن ماذا يكتب الأدب ؟ «Wie und wovon handelt Literatur» (مقالات ومحاضرات 1973).
- حصان هارب «Ein fliehendes Pferd» (أقصوصة 1978).
- مدح الوطن. كتاب البودنزيه (1978) «Heimatlob. Ein Bodensee-Buch».
- بين يدي جوته «In Goethes Hand» (مشاهد من القرن التاسع عشر 1982).
- تلاطم الأمواج «Brandung» (رواية 1985).
- دفاع عن الطفولة «Die Verteidigung der Kindheeit» (رواية 1991).
- بدون بعضنا «Ohne einander» (رواية 1993).

## الوفاة
توفي مارتن فالزر في 26 يوليو 2023 عن عمر ناهز السادسة والتسعين.

## روابط خارجية
- مارتن فالزر على موقع IMDb (الإنجليزية)
- مارتن فالزر على موقع مونزينجر (الألمانية)
- مارتن فالزر على موقع ألو سيني (الفرنسية)
- مارتن فالزر على موقع ميوزك برينز (الإنجليزية)
- مارتن فالزر على موقع أول موفي (الإنجليزية)
- مارتن فالزر على موقع ديسكوغز (الإنجليزية)
- مارتن فالزر على موقع قاعدة بيانات الفيلم (الإنجليزية)
- مارتن فالزر على موقع كينوبويسك (الروسية)